# József Csatári
Dans le nom hongrois Csatári József, le nom de famille précède le prénom, mais cet article utilise l’ordre habituel en français József Csatári, où le prénom précède le nom.
Pour les articles homonymes, voir Csatári.
József Csatári, né le 17 décembre 1943 à Budapest et mort le 30 janvier 2021, est un lutteur hongrois spécialiste de la lutte libre.

## Carrière
József Csatári participe aux Jeux olympiques d'été de 1968 à Mexico ainsi qu'aux Jeux olympiques d'été de 1972 à Munich et remporte la médaille de bronze lors des deux éditions dans la catégorie de poids mi-lourds puis celle des lourds.